# نورس غلوكي
نورس الشمال الأقصى أو النورس الغلوكي (الاسم العلمي: Larus hyperboreus) (بالإنجليزية: Glaucous Gull)‏ هو نوع من الطيور يتبع جنس النورس من الفصيلة النورسية. سمي هذا النوع نسبة إلى اللون الغلوكي.

## معرض صور

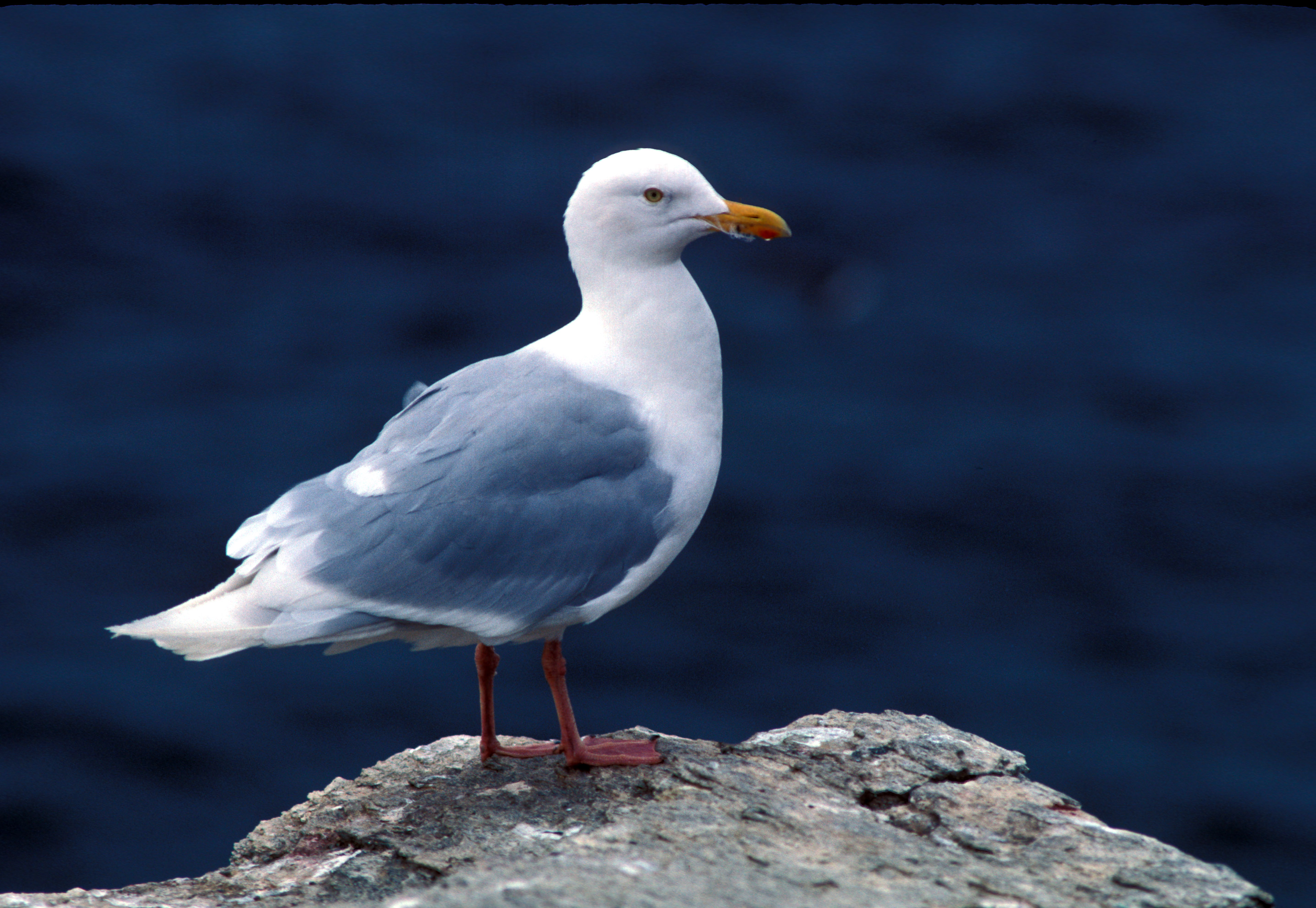
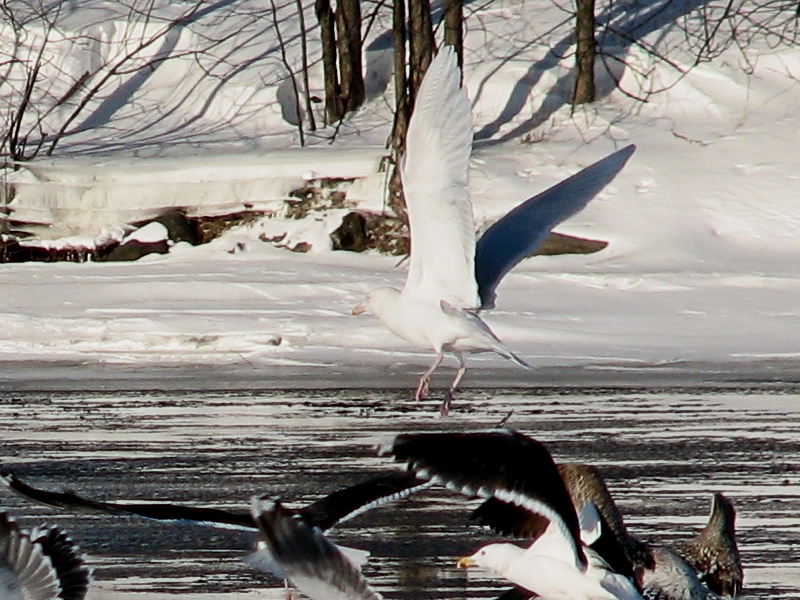
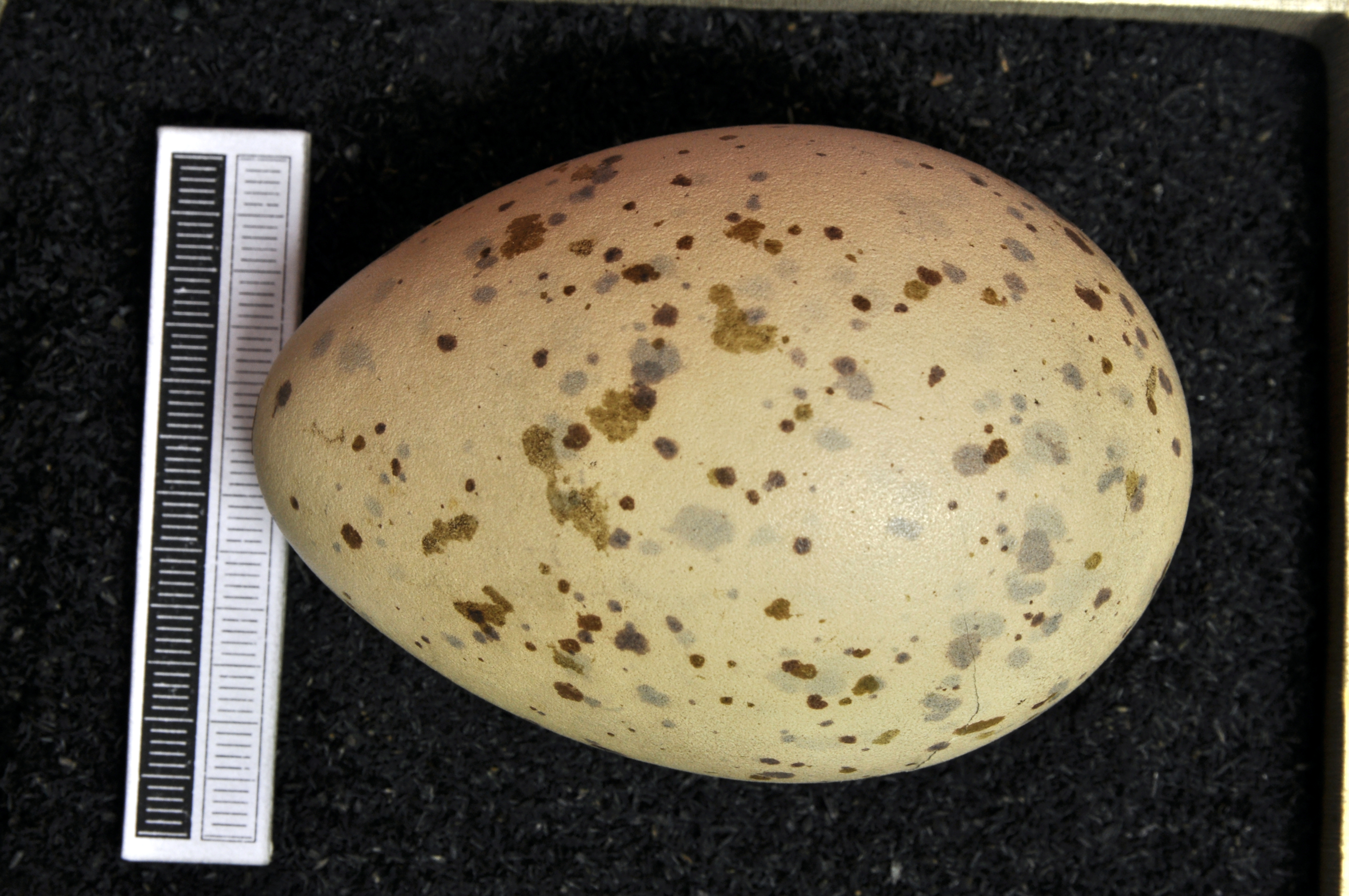